# Черников, Виталий Алексеевич
Виталий Алексеевич Черников (родился 9 сентября 1959 года в Ташкенте, Узбекской ССР, в Калугу семья переехала в 1966 году после разрушительного ташкентского землетрясения) — российский государственный, муниципальный и общественный деятель, первый демократически избранный председатель Калужского городского Совета народных депутатов (1990—1991). После августовского путча 1991 в декабре 1991 года Указом Президента России был назначен главой администрации города Калуги.
Окончил Московский архитектурный институт (1980—1986). В 2004 г. защитил ученую степень кандидата политических наук в Северо-Западной Академии государственной службы при президенте РФ (Санкт-Петербург) по теме «Системные политические и общественные конфликты в сфере местного самоуправления».

## Основные этапы карьеры
- 1988—1989 — Директор творческого молодежного объединения «Радуга», г. Калуга;
- 1989—1990 — Главный архитектор Ленинского района г. Калуги;
- 1990—1992 — Председатель городского Совета г. Калуги;
- 1991—1994 — Городской голова г. Калуга.
- 1994—1996 — Депутат Законодательного Собрания Калужской области, заместитель председателя комитета по законодательству;
- 1996 — Руководитель администрации Губернатора Калужской области;
- 1999 — 2001 — Руководитель департамента законодательных и нормативных актов Конгресса муниципальных образований Российской Федерации, заместитель Секретаря Конгресса, директор Союза Российских городов.

В 2013 году неудачно баллотировался в калужскую Городскую Думу на довыборах.
Политолог, эксперт по местному самоуправлению, член рабочей группы Совета Европы по мониторингу Европейской хартии местного самоуправления.
Автор учебника «Бюджетная грамотность» для 10-х классов.
Женат, двое детей. Пишет стихотворные пародии, увлекается хоккеем.